# Chiesa di Santa Maria ad Nives (Romano di Lombardia)
La chiesa della Madonna ad Nives  conosciuta come chiesa della Madonna della neve della Bredella o Madonna di Loreto è un luogo di culto cattolico, si trova a Romano di Lombardia, ed è sussidiaria della parrocchiale di Santa Maria Assunta e San Giacomo.

## Storia
Nel 1613 nella località detta Predello del borgo Serio, Gio. Maria Ripa fece dono di un terreno perché venisse costruita una cappella votiva Cepelluis vulgo trabuinas. Il piccolo edificio fu costruito da M. Jeronimo di Rossi de Schalph. L'edificio fu edificato al costo di L. 79 e soldi 6, pagato parte con offerte in denaro, e parte con offerte in alimenti mentre il saldo fu pagato dal Ripa. L'edificio però era tropo piccolo e già nel 1619 fu ampliato per permettere la celebrazioni delle funzioni liturgiche.
(Cassinelli-1975)
Con l'autorizzazione all'ampliamento dell'edificio furono nominati tre sindaci a controllo dei lavori e incaricati alla questua delle offerte.

Bernardo Ripa nel 1634 lasciò in eredità alla fabbriceria della chiesa un appezzamento fondiario dedicato alla costruzione dell'abitazione di un romito con terreno coltivabile, anche se nella chiesa non si poteva ancora celebrare le messe: 
(Cassinelli-1975)
Il Ripa il 4 settembre 1638, dettò un ulteriore lascito testamentario, perché si costruisse all'interno della chiesa, una cappella dedicata alla Madonna di Loreto. L'impianto architettonico fu progettato da Giovanni Antonio De Rossi detto Polissena, progettista anche del coro della chiesa parrocchiale di San Defendente. L'architettura in stile cinquecentesco pare poco influenzata dal barocco del Seicento, restano importanti tracce dell'architettura del Polissena negli elementi decorative della facciata con serliane cieche.
Nel 1719 fu ultimata la facciata, nel decennio successivo fu collocato il portale d'ingresso su progetto di Paolo Caniana, e nel 1721 la cantoria con l'organo a canne che obbligò alla chiusura della serliana posta sulla facciata esterna per la posa delle canne e del mantice, a opera di Giuseppe Mosalia di Bergamo nel 1765. La torre campanaria fu elevata nel 1767. Nel XIX secolo l'aula della chiesa fu adibita a lazzaretto e nei primi anni del Novecento con l'influenza spagnola, chiusa al culto e luogo di isolamento per gli infetti.
Riaperta al culto dopo la prima guerra mondiale fu oggetto di restauro e ammodernamento durante la seconda metà del Novecento, con i nuovi impianti, la nuova pavimentazione e il restauro dei decori.

## Descrizione

### Esterno
L'edificio di culto si affaccia direttamente sulla viabile urbana, rivolto a sud. La facciata presenta due lesene laterali in laterizio, che con breve basamento e coronate da capitelli ionici, mentre la parte centrale è intonacata. Il frontone termina con il timpano triangolare che ospita la grande dedicazione alla Madonna, ed è coronato da tre pinnacoli, due laterali con bandiera in ferro e centrale con la croce. Il portale d'ingresso è completo di due colonne con alto basamento e capitelli ionici, che reggono la trabeazione e il timpano triangolare in laterizio. Laterali all'ingresso due finestre con contorno in cemento sagomato e dipinto complete di inferriate. La serliana superiore ha due nicchie vuote poste lateralmente. Non vi è traccia dell'affresco del 1698 di Agostino Bossi raffigurante Madonna con la Santa Casa.

### Interno
L'interno a navata unica con volta a botte, è divisa in tre campate da paraste complete di capitelli che reggono la trabeazione con fregio e il cornicione che percorre tutta l'aula dove vi sono due aperture lunettate che danno luce all'aula. Nella parete d'ambito della terza campata vi sono due altari lignei. Quello di destra, dedicato a san Pantaleone, ospita la statua del santo; quello di sinistra a san Mauro, con la tela che rappresenta un suo miracolo.

La zona presbiteriale a pianta rettangolare, è di minor misura rispetto all'aula ed è anticipata dall'arco trionfale dove sono raffigurati l'Annunziazione, mentre nella parte superiore Dio Padre. il coro ospita l'altare marmoreo in stucco che ospita la Madonna nera del 1950. La raffigurazione originaria del 1710 fu venduta a un negozio di antiquariato ed era lavoro di Gaspare Rossi. La parte era originariamente delimitata da un'inferriata del 1689 di Gio. Paolo Giovine Costa. L'aula conserva tele della prima metà del Settecento di autore ignoto.